# قائمة الجامعات في كولومبيا

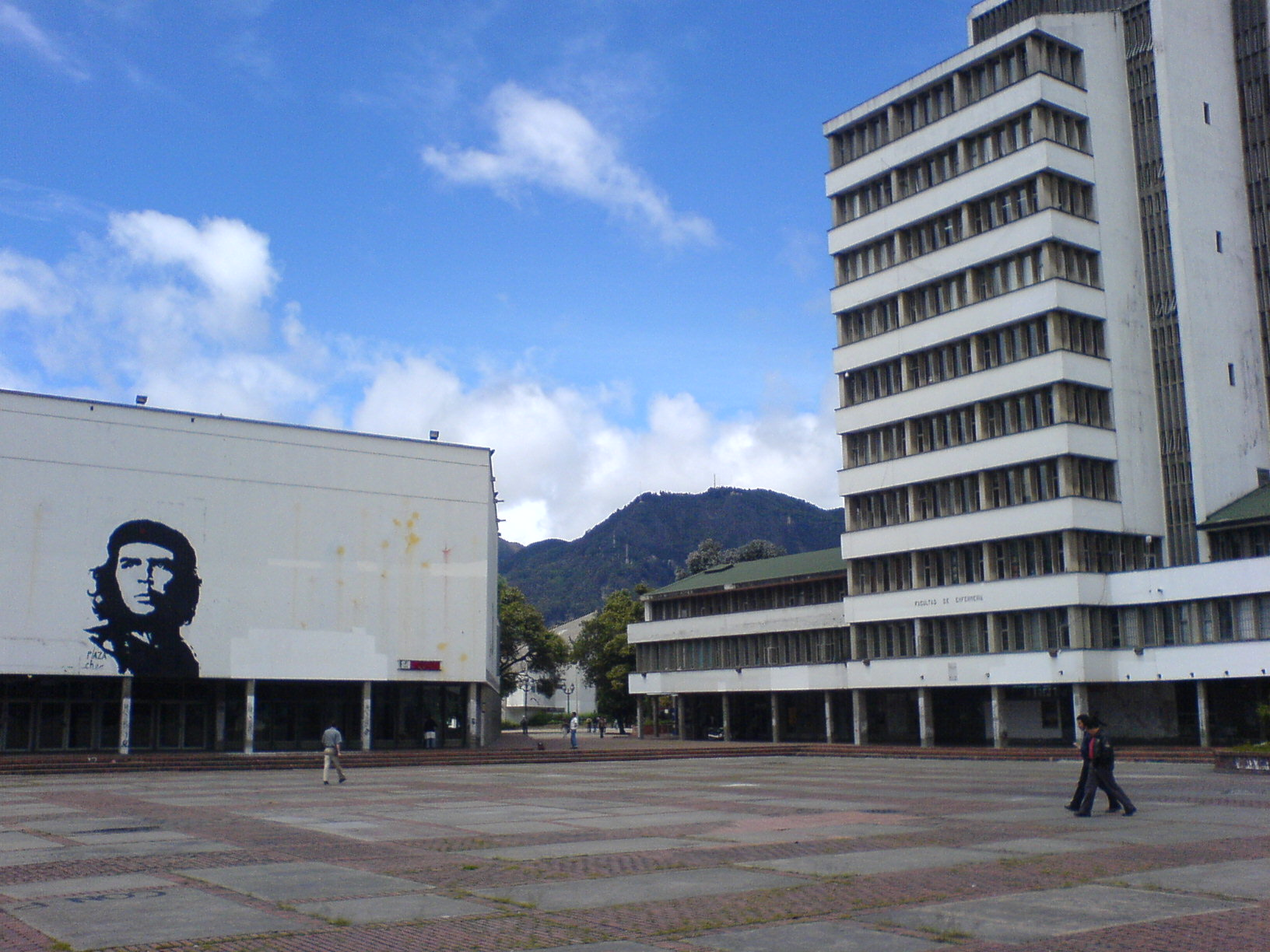
صورة لتشي غيفارا في الجامعة المربعة، جامعة كولومبيا الوطنية، بوغوتا

هذه قائمة الجامعات في كولومبيا. يتكون نظام التعليم العالي الكولومبي من المعاهد التقنية التي تركز على التعليم المهني، والمؤسسات الجامعية التي ركزت على التعليم التكنولوجي، والجامعات تركز على المرحلة الجامعية والدراسات العليا. ويملك البلد الجامعات العامة والخاصة على السواء. معظم الجامعات العامة تتوافق مع «نظام جامعة الدولة» (بالإسبانية: Sistema Universitario Estatal)(اختصار:SUE)، ويوجد في معظم المحافظات جامعة عامة واحدة على الأقل. ترتبط العديد من الجامعات الخاصة بالكنيسة الرومانية الكاثوليكية أو اللاطائفية.

## الجامعات العامة

### الوطنية
| الاسم                                | تاريخ التأسيس | الموقع |
| ------------------------------------ | ------------- | --- |

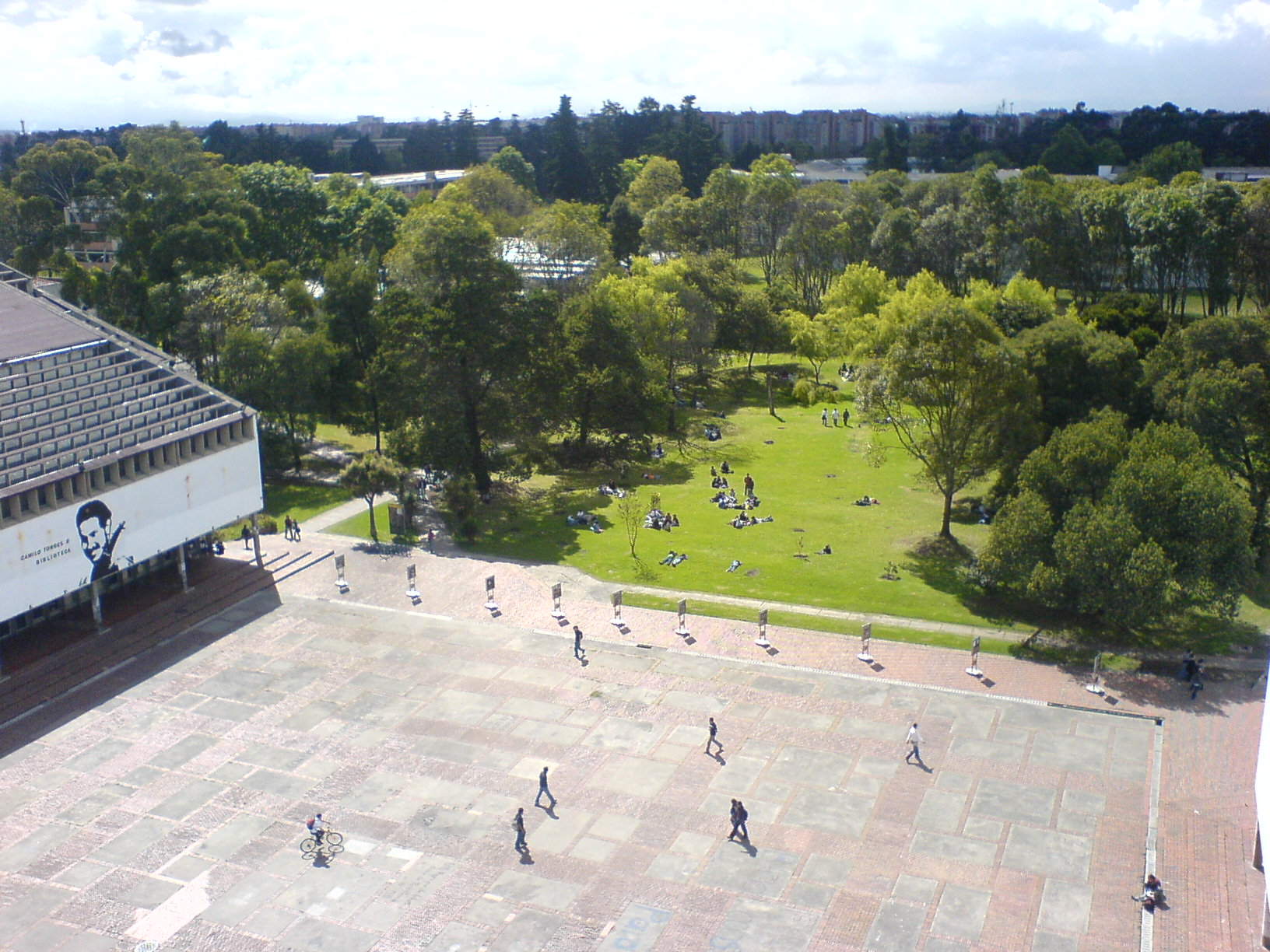
جامعة كولومبيا الوطنية

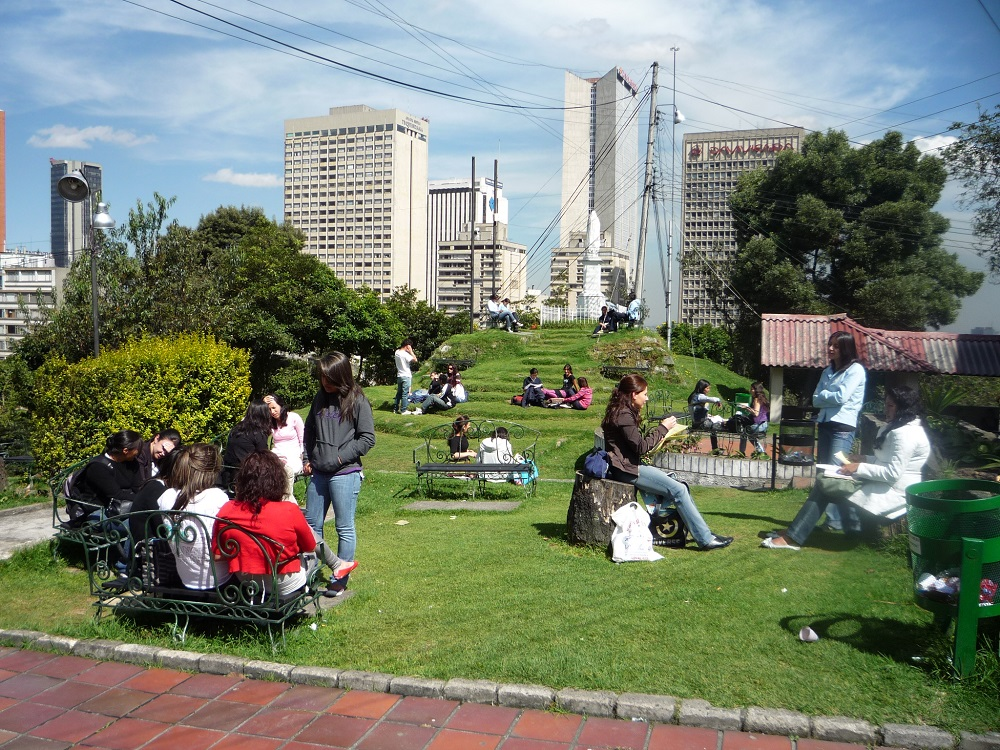
كلية كونديناماركا الجامعية

| جامعة كولومبيا الوطنية               | 1867          | بوغوتا، ميديلين، مانيزاليس، بالميرا ‏، أروكا، ليتيسيا، توماكو وسان أندريس                                                                         |
| جامعة كولومبيا التربوية والتكنولوجية | 1953          | تونخا، تشيكوينكويرا، دويتاما، سوجاموسو وبوغوتا                                                                                                   |
| الجامعة التربوية الوطنية             | 1955          | بوغوتا |
| جامعة بيريرا التكنولوجية             | 1958          | بيريرا، سان أندريس، بيلين دي أومبريا، ميستراتو، سانتواريو، كينشيا، وبويرتو كارينيو                                                               |
| الكلية العليا للإدارة العامة         | 1958          | بوغوتا، بارانكيا، بوكارامانغا، كالي، قرطاجنة، كوكوتا، فوساغاسوغا، إيباغيه، مانيزاليس، ميديلين، نيفا، باستو، بيريرا، بوبايان، تونخا، وفيلافيسنسيو |
| جامعة الأمازون                       | 1971          | فلورنسيا |
| جامعة يانوس                          | 1974          | فيلافيسنسيو |
| الجامعة الوطنية المفتوحة             | 1981          | |
| جامعة نويفا غرناطة العسكرية          | 1982          | بوغوتا |
| جامعة المحيط الهادئ                  | 1988          | بوينافينتورا، غوابي، وتوماكو |
| جامعة كونديناماركا الجامعية          | 1945          | بوغوتا |

### المحافظات

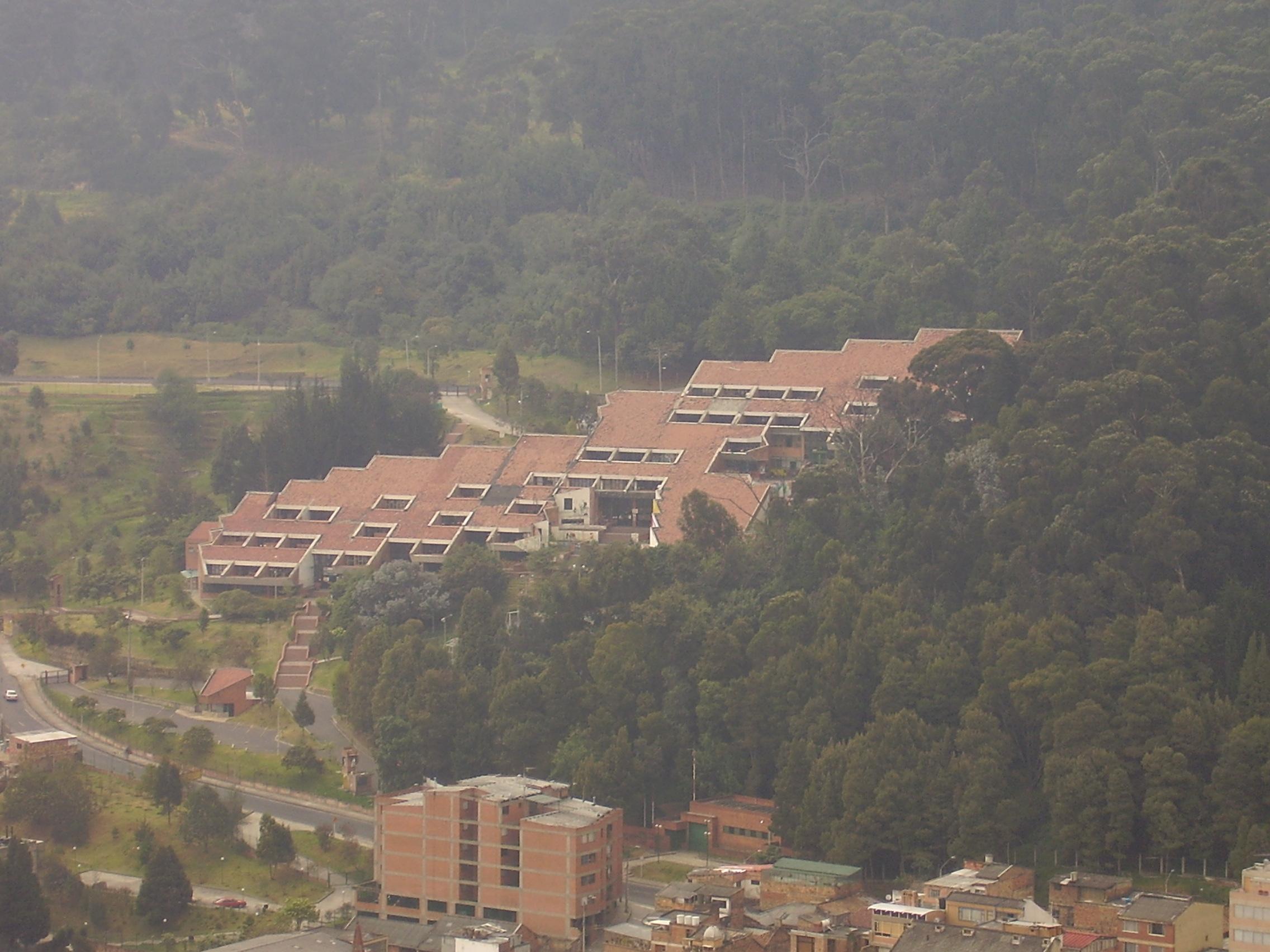
جامعة منطقة فرانسيسكو خوسيه دي كالداس: حرم لا ماكارينا الجامعي

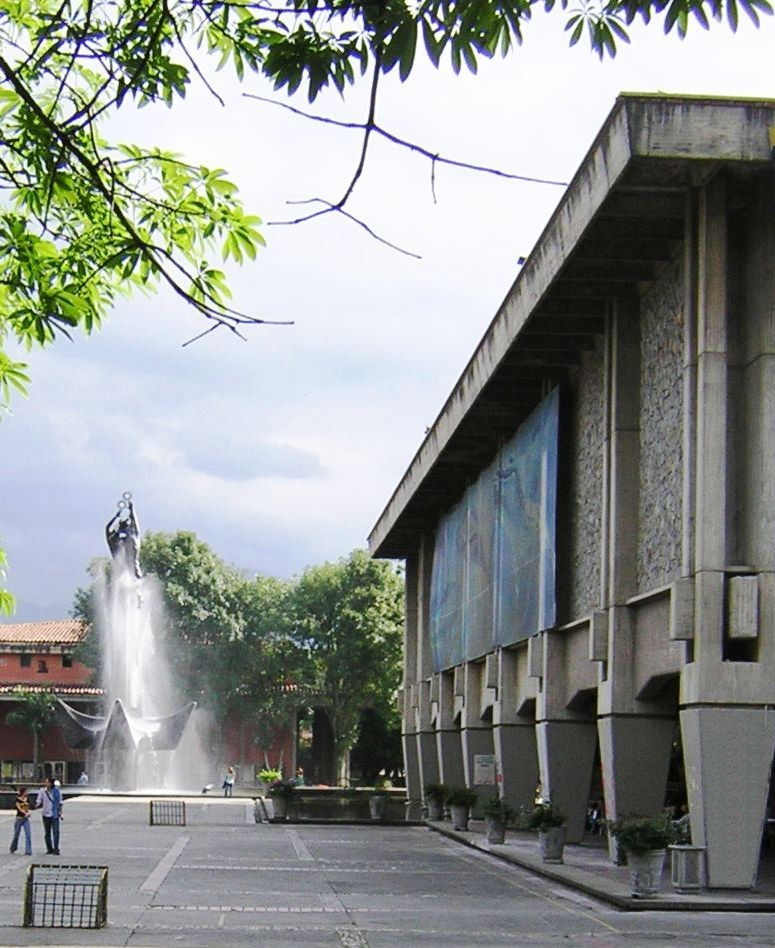
جامعة أنتيوكيا: المكتبة المركزية في جامعة مدينة ميديلين

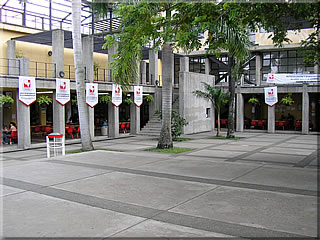
جامعة فالي: كلية الصحة في حرم سان فرناندو الجامعي

| الاسم                                              | تاريخ التأسيس | الموقع | المراجع |
| -------------------------------------------------- | ------------- | --- | ------- |

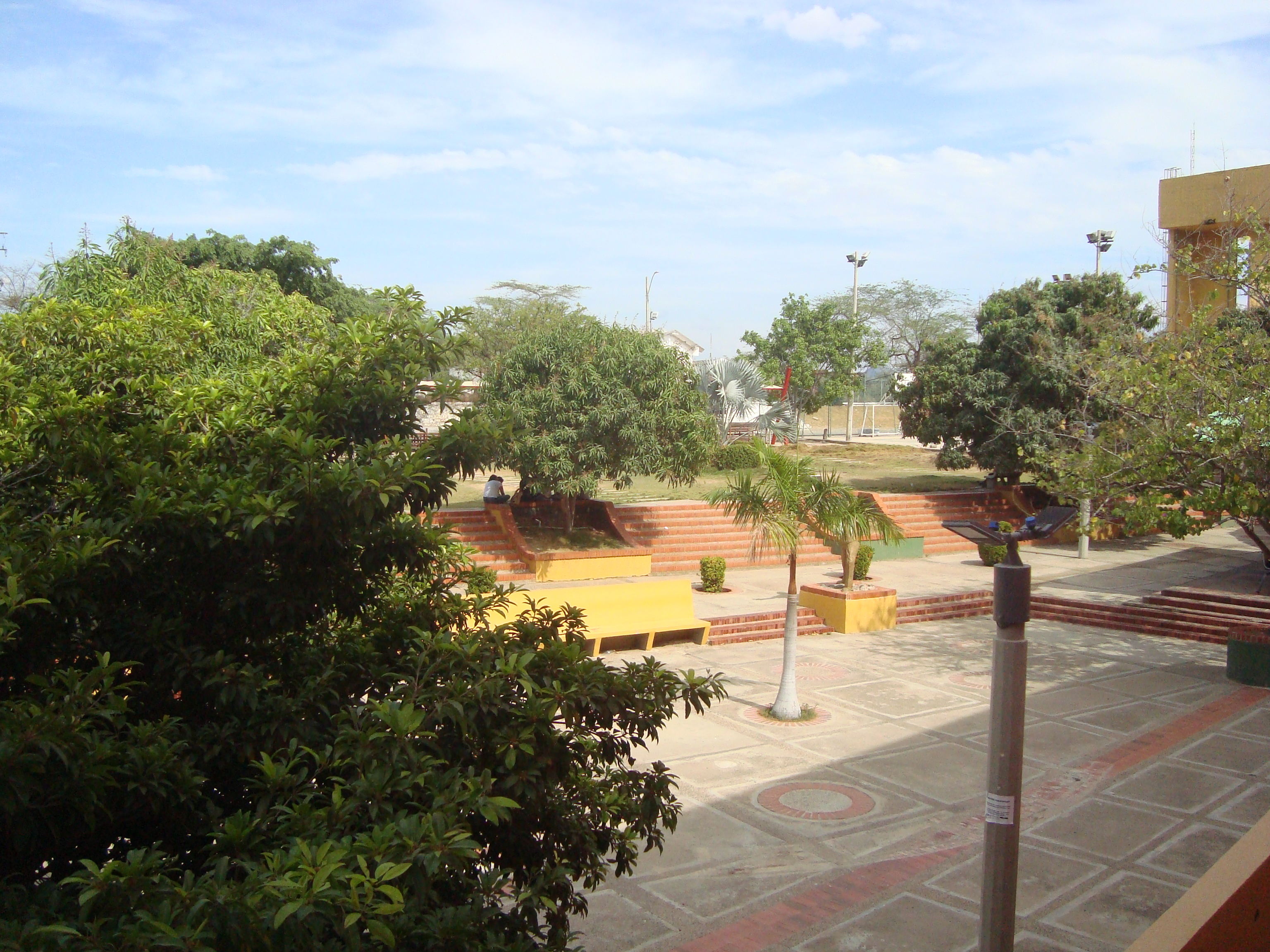
جامعة لا غواخيرا في ريوهاتشا

| جامعة أنتيوكيا                                     | 1803          | ميديلين، أنديز، أمالفي، كارمن دي فيبورال القوقاز، إنفيجادو، بويرتو بيريو، سانتا في دي أنتيوكيا، سيغوفيا، توربو، ويارومال |         |
| جامعة قرطاجنة                                      | 1827          | قرطاجنة |         |
| جامعة كاوكا                                        | 1827          | بوبايان |         |
| جامعة نارينيو                                      | 1905          | باستو، إيبياليس، وتوماكو                                                                                                 |         |
| جامعة أتلانتيكو                                    | 1941          | بارانكويلا، بويرتو كولومبيا                                                                                              |         |
| جامعة كالداس                                       | 1943          | مانيزاليس |         |
| جامعة توليما                                       | 1945          | إيباغيه |         |
| جامعة فالي                                         | 1945          | كالي، بوينافينتورا، بوغا، كالسيدوني، كارتاغو، بالميرا، يومبو، زارزال، سانتاندير دي كيليتشاو                              |         |
| جامعة فرانسيسكو خوسيه دي كالداس                    | 1948          | بوغوتا |         |
| جامعة سانتاندير الصناعية                           | 1948          | بوكارامانغا، بارانكابيرميخا، باربوسا، مالقة، بيديكويستا، و سوكورو                                                        |         |
| جامعة ماجدالينا                                    | 1958          | سانتا مارتا |         |
| جامعة بامبلونا                                     | 1960          | بامبلونا، كوكوتا، فيلا ديل روزاريو                                                                                       |         |
| جامعة كوينديو                                      | 1960          | أرمينيا |         |
| جامعة فرانسيسكو دي باولا سانتاندير                 | 1962          | كوكوتا وأوكانا |         |
| جامعة قرطبة                                        | 1962          | مونتيريا |         |
| جامعة كونديناماركا                                 | 1969          | فوساغاسوغا، شيا، تشوكونتا، فاكاتاتيفا، جيراردوت، سواتشا، أوباتي، وزيباكويرا                                              |         |
| جامعة جنوب كولومبيا                                | 1970          | نيفا، بيتاليتو، جارزون، لا بلاتا                                                                                         |         |
| جامعة فالي ديل كاوكا المركزية                      | 1971          | تولوا |         |
| جامعة تشوكو التكنولوجية                            | 1972          | كويبدو |         |
| جامعة سيزار الشعبية                                | 1973          | فالدوبار |         |
| جامعة لا غواخيرا                                   | 1977          | ريوهاتشا، ألبانيا، فونسيكا، مايكاو، مانور، فيلانويفا ومونتيريا                                                           |         |
| جامعة سوكري                                        | 1977          | سينسيليجو |         |
| مؤسسة الجامعة الدولية للمناطق الاستوائية الأمريكية | 2000          | يوبال |         |

## القطاع الخاص
| اسم                              | أنشئت | أنشئت               |
| -------------------------------- | ----- | ------------------- |
|                                  |       |                     |
| الجامعة البابوية البوليفارية     | 1936  | ميديلين             |
| الجامعة الكاثوليكية في مانيزاليس |       |                     |
| الجامعة الكاثوليكية في الغرب     |       |                     |
| الجامعة الكاثوليكية في بيريرا    |       |                     |
| جامعة لا سال                     | 1964  | بوغوتا              |
| مؤسسة جامعة مينوتو دي ديوس       |       |                     |
| جامعة ماريان                     |       |                     |
| الجامعة الكاثوليكية في كولومبيا  | 1970  | بوغوتا              |
| جامعة البابوية خافيريانا         | 1623  | بوجوتا، كالي        |
| سيدة الوردية جامعة               | 1653  | بوغوتا              |
| جامعة القديس بوينافينتورا        |       |                     |
| جامعة سانت مارتن                 | 1981  | بوغوتا              |
| جامعة القديس توماس أكويناس       | 1580  | بوغوتا              |
| جامعة سيرجيو أربوليدا            | 1985  | بوغوتا، سانتا مارتا |
| يونيفرسيداد كاتوليكا دي أورينت   | 1981  | ريونيغرو            |
| جامعة لا سابانا                  | 1979  | شيا                 |

### لا طائفية
| الاسم                               | تاريخ التاسيس | الموقع | المراجع |
| ----------------------------------- | ------------- | --- | ------- |
| جامعة إكسترنادو                     | 1886          | بوغوتا |         |

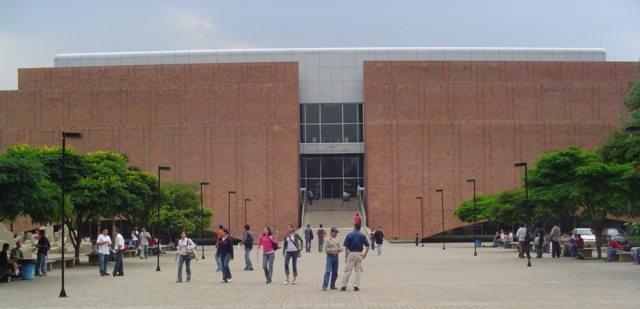
جامعة إي ايه اف اي تي. مبنى المكتبة

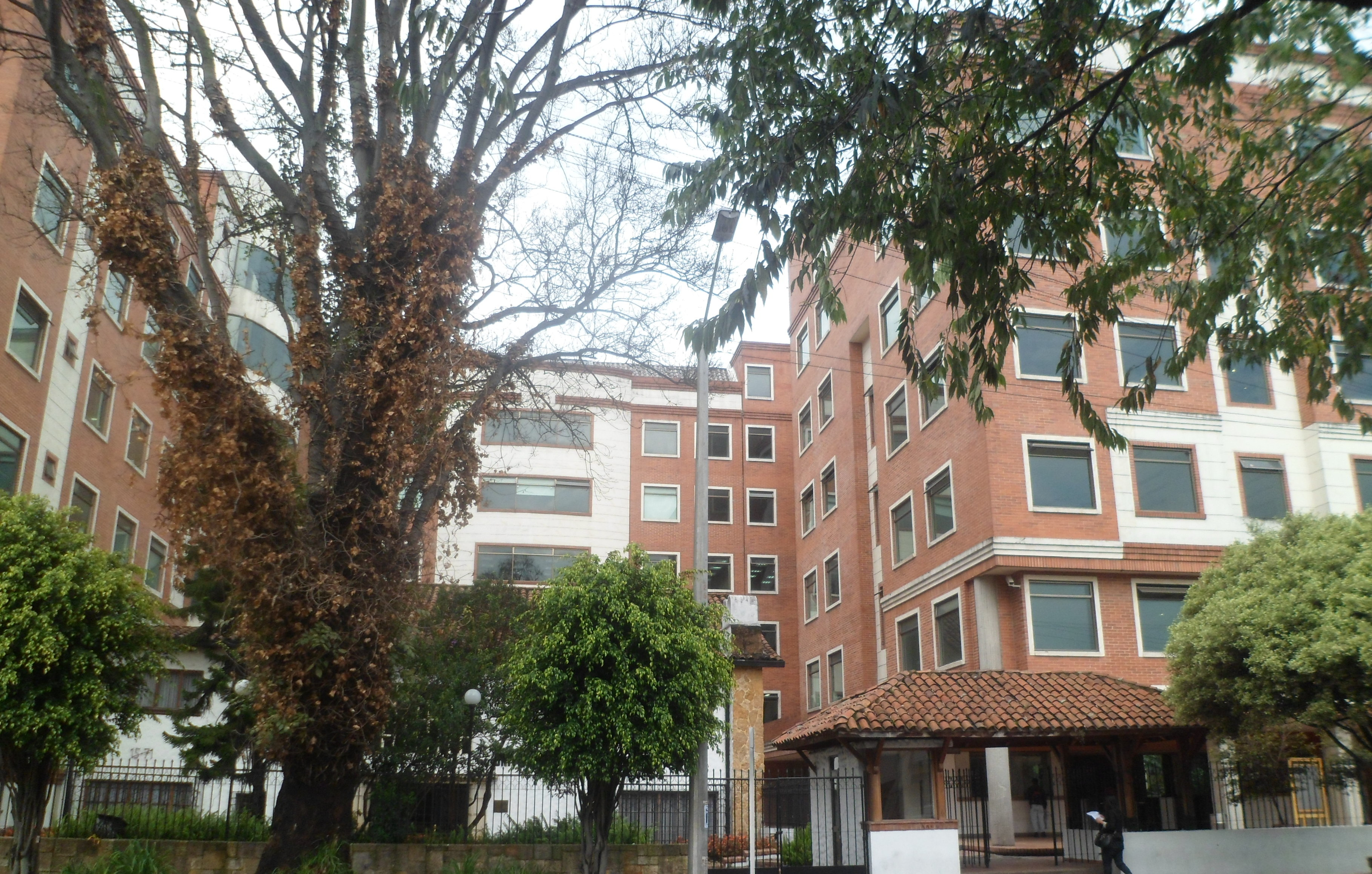
جامعة كولومبيا المركزية: مبنى المقر الشمالي

| جامعة كولومبيا الحرة                | 1890 (1923)   | بوغوتا، كالي، بارانكيا، بيريرا، كوكوتا، قرطاجنة، وبورتو كولومبيا وسوكورو                                                                                         |         |
| جامعة جبال الأنديز                  | 1948          | بوغوتا، قرطاجنة |         |
| جامعة ميديلين                       | 1950          | ميديلين |         |
| جامعة لا جران كولومبيا              | 1951          | بوغوتا، أرمينيا |         |
| جامعة أمريكا                        | 1952          | بوغوتا |         |
| جامعة خورخي تادو لوزانو             | 1954          | بوغوتا، قرطاجنة، سانتا مارتا، شيا |         |
| جامعة إي إن سي سي أيه كولومبيا      | 1955          | بوغوتا |         |
| جامعة بوكارامانغا المستقلة          | 1956          | بوكارامانغا |         |
| جامعة سانتياغو دي كالي              | 1958          | كالي، بالميرا |         |
| جامعة إي ايه اف اي تي               | 1960          | ميديلين |         |
| جامعة كولومبيا التجريبية            | 1962          | بوغوتا |         |
| جامعة كولومبيا التعاونية            | 1964          | ميديلين، بوغوتا، كالي، بيريرا، بوكارامانغا، سانتا مارتا، إيباغيه، بوبايان، مونتيريا، نيفا، باستو، فيلافيسنسيو، بارانكابيرميخا، أبارتادو، أروكا، كارتاجو، اسبينال |         |
| الجامعة المركزية                    | 1966          | بوغوتا |         |
| جامعة الساحل                        | 1970          | بارانكيا |         |
| جامعة ديل نورتي                     | 1966          | بارانكيا |         |
| جامعة منطقة البحر الكاريبي المستقلة | 1967          | بارانكيا |         |
| جامعة كولومبيا المستقلة             | 1971          | بوغوتا |         |
| المدرسة الكولومبية الهندسية         | 1972          | بوغوتا |         |
| جامعة أنطونيو نارينيو               | 1976          | بوغوتا، ميديلين، كالي، قرطاجنة، أرمينيا، سانتا مارتا، بويرتو كولومبيا                                                                                            |         |
| جامعة إل بوسكي                      | 1977          | بوغوتا |         |
| جامعة مانيزاليس المستقلة            | 1979          | مانيزاليس |         |
| جامعة بوياكا                        | 1979          | تونخا، سوجاموسو ويوبال |         |
| جامعة إس سي إي إس إل                | 1979          | كالي |         |
| جامعة إباجوي                        | 1980          | إيباجي | [ 1 ]   |
| كلية جرانكولومبيان الفنون التطبيقية | 1981          | بوغوتا، ميديلين |         |
| مؤسسة جامعة منطقة الأنديز           | 1983          | بوغوتا، ميديلين، بيريرا، فاليدوبار | [ 2 ]   |
| جامعة سانتاندير                     | 1996          | بوكارامانغا، بوغوتا، كوكوتا، فاليدوبار | [ 3 ]   |
| جامعة سان جيل التعاونية             | 1988          | سان جيل ، يوبال |         |
| مؤسسة كومفانورتي للدراسات العليا    | 1995          | كوكوتا |         |
| جامعة سيمون بوليفار                 | 1972          | بارانكيا، كوكوتا |         |
| جامعة مانيزاليس                     | 1972          | مانيزاليس |         |